# 井阪光暉

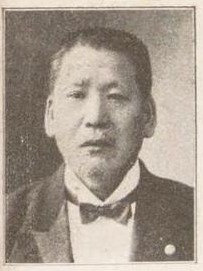
井阪光暉

井阪 光暉（いさか みつあき、1855年7月20日（安政2年6月7日） - 1920年（大正9年）2月9日）は、日本の政治家。衆議院議員（3期）。

## 経歴
和泉国南郡、のちの大阪府泉南郡八木村（春木町を経て現岸和田市）出身。大阪府会議員、同常置委員となる。
1904年の第9回衆議院議員総選挙において大阪府郡部から無所属で立候補したが25票差で次点で落選した。1908年の第10回衆議院議員総選挙では立憲政友会公認で立候補して当選した。1912年の第11回衆議院議員総選挙でも再選。1915年の第12回衆議院議員総選挙は不出馬。1917年の第13回衆議院議員総選挙では次点で落選。しかし、7月に本出保太郎の死去により、繰上当選となった。3期目途中の1920年に死去した。

## 親族
- 息子：井阪豊光（衆議院議員）